# 史考特證券
史考特證券（Scottrade Inc.）成立於1980年。由現任總裁兼執行長羅傑·潤禮（Rodger O. Riney）創立，總部位于美國密蘇里州聖路易市。   
史考特證券為美國知名的網路證券公司，提供各種投資產品，網上交易服務和市場研究工具，提供五種不同的交易平台，全美分行超過五百家，在美國網路券商中擁有最多的分行，超過一千五百名專業經紀人提供服務。至2008年被 J.D. Power & Associates 8次評選為“投資人滿意度最高的網路券商”。2008、2009、2010、2011年四次被財富雜誌評選為全美“最佳就業公司100強”。並獲得Barron's 雜誌年度網路券商評比4顆星榮譽。   
史考特證券2001年正式成立亞太部，為美國、中國大陸、台灣的華人提供全面的華語服務。並且在全美500多家分行中近50家的分行設有華語專員，在紐約、洛杉磯、舊金山等大都會主要華人聚集的區域設有6家專爲華人服務的亞太分行。
2016年10月25日多倫多道明銀行金融集團與旗下TD Ameritrade公布，合共斥資40億美元(312億港元)買入史考特證券。根據公告，TD Ameritrade以現金加股份共27億美元，買入Scottrade的股票業務，道明以13億美元買Scottrade銀行業務